# На честь Боянської ікони Божої Матері жіночий монастир
На честь Боянської ікони Божої Матері жіночий монастир (Монастир «Бояни») — жіночий православний монастир УПЦ (МП).

## Передісторія
Першу відому культову споруду на місці, де сьогодні знаходиться обитель, звела греко-католицька громада селища Бояни у 1858 році. Щоправда, та дерев'яна церква 1892 р. згоріла. Відразу вдалося відбудувати тільки невеличку каплицю. Акумулювавши необхідні кошти, протягом 1896–1898 рр. було побудовано нову муровану греко-католицьку церкву Різдва Пресвятої Богородиці. 1910 р. храм було розписано художником В.Севарнитки.
Після Другої світової війни, у часи войовничого атеїзму греко-католицьку парафію ліквідували, а церкву перетворили у складське приміщення для зберігання зерна та мінеральних добрив.
Наприкінці 1980-х, коли почалося відроджуватись церковне життя, культову споруду було капітально відреставровано. Практично відразу вона стала предметом запеклих суперечок між представниками різних конфесій. На початку 1990-х храм остаточно перейшов під юрисдикцію Чернівецько-Буковинської єпархії УПЦ. Настоятелем церкви був майбутній архієрей о. Михаїл (Жар).

## Заснування обителі
Ідея заснувати у Боянах православний жіночий монастир виникла після явлення чудотворної ікона Божої Матері (1993).
1995 р. під опікою о. Михаїла (Жара), як «сестринство», почав діяти жіночий скит під духовною опікою Банченської обителі. Під житловий корпус для черниць було переобладнано колишній парафіяльний будинок (збуд. на поч. ХХ ст.).
1998 р. було зведено новий триповерховий корпус з домовим храмом Боянської ікони Божої Матері.
28 грудня 1999 року Священним Синодом УПЦ було схвалено рішення про реорганізацію Боянського скиту у Боянської ікони Божої Матері жіночий монастир.
На сьогодні обитель складається з основного монастирського храму Різдва Пресвятої Богородиці, домової церкви Боянської ікони Божої Матері, дзвіниці, двох келійних корпусів, підсобного господарства.
Першою настоятелькою була Серафима (Заяць). З 25 вересня 2004 року — ігуменя Магдалина (Кучурян).
За обителлю закріплені близько ста черниць. Крім послуху безпосередньо у монастирі, сестри опікують дітей у Чернівецькому сиротинці, а також у притулку при Банченському монастирі.
Основною святинею обителі залишається Боянська чудотворна ікона Божої Матері. За двадцять років з часу її явлення, святе місце відвідали близько 2 млн паломників.
Богослужіння в обителі відбуваються щоденно, відправа здійснюється церковнослов'янською та румунською мовами.